# Mark Lui
Mark Lui (chino: 雷頌德 9 de julio de 1969) es un cantautor, compositor y productor de Hong Kong de música Cantopop. Bajo la misma línea de su marca conocido como "On Your Mark"" y parte del equipo de Repertorio de artistas de la "East Asia Record Production Co., Ltd.", destacan entre sus obras más notables que ha escrito y producido para reconocidos cantantes como Hacken Lee y Alan Tam con la canción "Neighbours"(chino: 左鄰右里), de Leon Lai con  "Words of Love Not Yet Spoken" (Chino: 情深說話未曾講), de Kelly Chen con "Everything is Beautiful Because of You" (Chino: 一切很美只因有你), "Flower Universe" (Chino: 花花宇宙) y entre otros, también es diseñador de moda que trabaja para la compañía "COOLDAY, SIR", una marca de moda reconocida.